# 大分キヤノンマテリアル
大分キヤノンマテリアル株式会社（おおいたキャノンマテリアル）は、大分県杵築市に本社を置き、杵築市及び大分市に事業所を有するキヤノン・グループの化成品の生産子会社。複写機やプリンター用のトナー・カートリッジやインク・タンク等の消耗品を生産している。

## 概要
国内7番目のキヤノン・グループの化成品生産拠点で、化成品の売上はグループ全体の約7割を占める。また、売上高は、大分県内に本社を置く企業の中で第7位（2006年）。
杵築事業所
- 所在地：〒873-8501 大分県杵築市熊野1-111
- 操業開始：1999年3月（一部操業）、同9月（本格操業）

大分事業所
- 所在地：〒870-0318 大分県大分市大字丹生993-1
- 竣工：2007年1月
- 敷地面積：約400,000m2
- 延床面積：約65,000m2
- 主要製品：レーザービームプリンター用トナーカートリッジ、インクジェットプリンター用インクタンク、プリンタヘッド

大分キヤノン大分事業所の隣接地に位置し、インフラの共用が図られている。